# ATC-kod M05: Medel för behandling av skelettsjukdomar
ATC-kod M05: Medel för behandling av skelettsjukdomar är en del av klassificeringssystemet ATC (Anatomical Therapeutic Chemical Classification System) för läkemedel och vissa andra medicinska produkter. ATC utvecklas av WHO och består av alfanumeriska koder indelade i grupper utifrån anatomi, medicinsk funktion och läkemedelstyp på 5 olika kodnivåer. Denna sida utgör innehållet i en specifik grupp på nivå 2.

## M05B Medel som påverkarbenvävnadochmineralisering

### M05BABisfosfonater
M05BA01 Etidronsyra
M05BA02 Klodronat
M05BA03 Pamidronat
M05BA04 Alendronsyra
M05BA05 Tiludronsyra
M05BA06 Ibandronatsyra
M05BA07 Risedronat
M05BA08 Zoledronsyra

### M05BBBisfosfonater, kombinationer
M05BB01 Etidronat och kalcium
M05BB02 Risedronat och kalcium
M05BB03 Alendronsyra och kolekalciferol
M05BB04 Risedronsyra, kalcium och kolekalciferol, sekvenspreparat

### M05BCBenmorfogenetiska proteiner
M05BC01 Dibotermin alfa
M05BC02 Eptotermin alfa

### M05BX Andra medel som påverkar benstruktur och mineralisering
M05BX01 Ipriflavon
M05BX02 Aluminiumklorhydrat
M05BX03 Strontiumranelat

### Engelska
- WHO Collaborating Centre for Drug Statistics Methodology - ATC Index
- WHO Collaborating Centre for Drug Statistics Methodology - ATCvet Index

### Svenska
- SIL online
- FASS.se - ATC
- FASS.se - Veterinär-ATC
- Sök läkemedelsfakta - Läkemedelsverket
- Socialstyrelsen : Klassifikationer
- Nationellt produktregister för läkemedel - NPL